# Vid Vuletić Vukasović
Vid Vuletić Vukasović (Brsečine, 16. prosinca 1853. – Dubrovnik, 10. srpnja 1933.), dubrovački književnik, povjesničar i etnograf, suradnik brojnih listova i časopisa.
Od 1866. se školovao u dubrovačkom sjemeništu, a 1875. je u istom gradu završio i gimnaziju. Godinu kasnije završio je preparandiju u Arbanasima pokraj Zadra, nakon čega je dvije godine radio kao učitelj u osnovnoj i građanskoj školi u Dubrovniku, da bi potom 19 godina učiteljevao u građanskoj školi u gradu Korčuli. Od 1897. predavao je jezik, povijest i geografiju u ženskoj preparandiji u Dubrovniku. Iako nije imao formalno etnološko obrazovanje, pružio je golem doprinos hrvatskoj etnološkoj misli. Bio je pasionirani skupljač narodnog blaga. Svoja otkrića objavljivao je kao suradnik JAZU. Prijateljevao je s mnogim uglednim znanstvenicima i kulturnim radnicima, kao što su Franjo Rački, Tadija Smičiklas, Antun Radić i drugi. Osobito je na polju etnografije surađivao s Antunom Radićem, ali je kasnije među njima došlo do velike nesnošljivosti koja je, navodno, bila potaknuta neisplaćenim honorarima za njegovo suradništvo s JAZU. Politički je pripadao krugu dubrovačkih autonomaša. Bio je među najuglednijim pojedincima u autonomaškoj stranci.Bio je zadnji dubrovački autonomaški zastupnik u Dalmatinskom saboru. Kasnije je prišao srbokatoličkome pokretu. Izabran je za dopisnog člana Srpske kraljevske akademije 5. veljače 1907. godine.